# Суперкубок Мозамбіку з футболу
Суперку́бок Мозамбіку з футбо́лу — одноматчевий турнір, у якому грають володар кубка Мозамбіку та чемпіон попереднього сезону.

## Формат
У турнірі беруть участь дві команди. Як правило, це володар кубку Мозамбіку та переможець Мосамболи попереднього сезону.

## Таблиця чемпіонів та фіналістів
| Роки | Переможець                               | Рахунок                                  | Фіналіст                                 |
| ---- | ---------------------------------------- | ---------------------------------------- | ---------------------------------------- |
| 1992 | Клубе ді Газа                            | 1 - 0                                    | Кошта да Сул                             |
| 1994 | Ферроваріу ді Бейра - Кошта да Сул (0-3) | Ферроваріу ді Бейра - Кошта да Сул (0-3) | Ферроваріу ді Бейра - Кошта да Сул (0-3) |
| 1997 | Ферроваріу ді Мапуту                     | 2 - 0                                    | Машакене                                 |
| 2000 | Кошта да Сул                             | 1 - 0                                    | Ферроваріу ді Мапуту                     |
| 2001 | Кошта да Сул                             | 2 - 1 3 - 0                              | Мачеде (Мапуту)                          |
| 2002 | Кошта да Сул                             | 0 - 0 1 - 0                              | Машакене                                 |
| 2003 | Кошта да Сул                             | 1 - 0 0 - 1 д.ч. 3 - 2 пен.              | Ферроваріу ді Мапуту                     |
| 2004 | Машакене                                 | 4 - 1 1 - 1                              | Ферровіаріу ді Нампулу                   |
| 2005 | Ферроваріу ді Мапуту                     | 2 - 0 2 - 1                              | Ферровіаріу ді Нампулу                   |
| 2006 | Ферроваріу ді Мапуту                     | 0 - 0 3 - 0                              | Ферроваріу ді Бейра                      |
| 2007 | Дешпортіву ді Мапуту                     | 2 - 1 2 - 0                              | Текстіл ді Пунгуе                        |
| 2008 | Кошта да Сул                             | 1 - 0 0 - 1 д.ч. 4 - 3 пен.              | Ферровіаріу ді Нампулу                   |
| 2009 | Ферроваріу ді Мапуту                     | 3 - 1 д.ч.                               | Атлетіку Мусульману                      |
| 2010 | Ферроваріу ді Мапуту                     | 5 - 1                                    | Кошта да Сул                             |
| 2011 | Машакене                                 | 1 - 0                                    | Ліга Деспортіва                          |
| 2012 | Ферроваріу ді Мапуту                     | 1 - 1д.ч. 4 - 3 пен.                     | Ліга Деспортіва                          |
| 2013 | Ліга Деспортіва                          | 2 - 1д.ч.                                | Машакене                                 |
| 2014 | Ліга Деспортіва                          | 1 - 1д.ч. 5 - 4 пен.                     | Ферроваріу ді Бейра                      |
| 2015 | Ліга Деспортіва                          | 1 - 0д.ч.                                | Ферроваріу ді Бейра                      |
| 2016 | Ферроваріу ді Мапуту                     | 1 - 0д.ч.                                | Ліга Деспортіва                          |